# Firsilla
Firsilla (arab. فرسله, Firsillah) – wieś w północno-wschodniej Libii, w gminie Darna, we wschodniej części gór Al-Dżabal al-Achdar. W latach 2001–2007 miejscowość administracyjnie znajdowała się w gminie Al-Kubba.